# Kokoszkowie
Kokoszkowie – rodzina mieszczańska związana w XVI wieku z Włocławkiem.

## Maciej Kokoszka
Maciej Kokoszka był muratorem i obywatelem Włocławka. W latach 1521-1527 za sumę 70 zł dobudował Kaplicę Katedry Wniebowzięcia Najświętszej Maryi Panny pw. św. Marcina (pierwotnie św. Andrzeja), ufundowaną przez dziekana kapituły ks. Feliksa Naropińskiego (według innych źródeł: dziekana włocławskiego ks. Andrzeja Naropińskiego i jego brata Jana). W tym samym czasie wybudował dwuizbowy kapitularz ufundowany przez biskupa Macieja Drzewickiego, przylegający do południowej wieży i pierwszego zachodniego przęsła nawy bocznej. Kaplica i kapitularz wymurowane przez Kokoszkę znajdują się w południowej nawie Katedry, po prawej stronie od jej głównego wejścia. W 1534 r. jest wymieniany jako Radny Włocławka, któremu polecono naprawę Młyna Wodnego Świech (wtedy noszącego jeszcze inną nazwę). Kokoszka dokonał całkowitej przebudowy budynków młyńskich, a także usprawnił rurociąg doprowadzający wodę z odległej o 500 kroków rzeki Zgłowiączki. Naprawa pochłonęła duża ilość pracy i pieniędzy, a mimo to już w 1568 r. młyn ponownie zostaje unieruchomiony. 23 maja 1541 r. otrzymał od biskupa Łukasza Górki przywilej na Młyn Rudny we Włocławku wraz z okolicznymi łąkami i rolami, który wcześniej naprawił własnym sumptem. Otrzymał też prawo do połowu ryb małą siecią na jeziorze Grzybno (Grzywno). Do jego obowiązków należało przekazywanie corocznie na Dzień Świętego Marcina 30 korcy żyta na poczet biskupa oraz bezpłatne mielenie zboża na rzecz Zamku Biskupiego. 

## Wojciech Canthelbergh Kokoszka
Kokoszka było polskim przydomkiem XVI-wiecznego mieszczanina Wojciecha Canthelbergha (Cantelberga, Kaltenberga, Katenberga). W 1565 r. był on Burmistrzem Rady Miasta Włocławka. Jako burmistrz, zapisał się w historii miasta przekazując 200 złotych na utrzymanie i naprawienie wodociągów miejskich. Około 1565 r. ufundował Kaplicę Kościoła św. Jana Chrzciciela pw. św. Zyty, zbudowaną przez Jana Baptystę Wenecjanina. Dawniej nosiła ona nazwy Jedenastu Tysięcy Dziewic i Pięciu Ran Pana Jezusa. Od przydomku fundatora była nazywana też Kaplicą Kokoszczyńską. Według niektórych źródeł fundatorem kaplicy był psałterzysta katedralny ks. Bartłomiej Wisikicki, Kokoszka przeznaczył zaś sumy na utrzymanie kapelana przy kaplicy. Od przydomku Calthenbergha wzięło swoją nazwę dzisiejsze osiedle Kokoszka, dawniej będące przedmieściem miasta, a jeszcze wcześniej podmiejskimi ogrodami.

## Pozostałe osoby
W tym samym okresie co Wojciech Canthelbergh żył niejaki Walenty Kokoszka, darczyńca Kościoła św. Jana Chrzciciela. Przekazał on na poczet Kościoła 22 z 33 florenów, złożonych u niego przez obywatela Ostatka, które ten uzyskał ze sprzedaży domu. Pozostałe 8 florenów Kokoszka przeznaczył w formie legatu na zakup wosku do kaplicy. Z kolei w kolejnym pokoleniu (1598 r.) inwentarz miasta wymienia bez imienia Kokoszkę jako właściciela 1 szkuty.